# Старе Кшево
Старе Кшево (пол. Stare Krzewo) — село в Польщі, у гміні Завади Білостоцького повіту Підляського воєводства.
Населення — 57 осіб (2011).
У 1975-1998 роках село належало до Ломжинського воєводства.

## Демографія
Демографічна структура станом на 31 березня 2011 року:
|          | Загалом | Допрацездатний вік | Працездатний вік | Постпрацездатний вік |
| -------- | ------- | ------------------ | ---------------- | -------------------- |
| Чоловіки | 27      | 6                  | 16               | 5                    |
| Жінки    | 30      | 6                  | 18               | 6                    |
| Разом    | 57      | 12                 | 34               | 11                   |